# Friedrich Ludwig von Schmoller
Friedrich Ludwig von Schmoller (* 4. September 1795 in St. Georgen im Schwarzwald; † 18. Februar 1865 in Heilbronn) war ab 1833 Kameralverwalter in Heilbronn, wo er 1863 zum Ehrenbürger ernannt wurde. Sein Sohn ist der Nationalökonom Gustav von Schmoller (1838–1917).

## Leben
Er war das vierte Kind des württembergischen Amtmanns Johann Christian Ludwig Schmoller (1753–1822), der Klosterpfleger in St. Georgen war und 1807 Kameralverwalter in Calw wurde. Nachdem er zunächst im elterlichen Haus unterrichtet worden war, besuchte er die Lateinschule in Calw, erlernte die Schreiberei bei seinem Vater und kam 1811 als Incipient ins Kameralamt nach Tübingen, wo er gleichzeitig noch Vorlesungen an der Universität hören sollte. Ab 1813 leistete er Kriegsdienst und nahm als Oberleutnant des Regiments Nr. 9 (Schwarze Jäger) am Winterfeldzug 1814 teil, wo er in Gefechten bei Troyes, Sens, Spinal und Brienne kämpfte und am 18. Februar 1814 bei Montereau schwer verwundet wurde. Für seine militärischen Verdienste wurde er mit der Goldenen Medaille von Brienne und am 15. März 1814 mit dem Militärverdienstorden und der Erhebung in den persönlichen Adelsstand ausgezeichnet. 1815 nahm er erneut am Feldzug gegen Frankreich teil, wobei er diesmal bei Souffelweyersheim kämpfte und den Beginn der Belagerung von Straßburg mitmachte. Doch noch 1815 endete seine Militärzeit und er schloss zurück in Württemberg seine Studien ab. Von 1820 bis 1822 war er Amtsverweser des erkrankten Vaters in Hirsau, danach wurde er Kameralverwalter in Merklingen.
1823 heiratete er Marie Therese Gärtner (1804–1846), Tochter des Calwer Arztes und Botanikers Karl Friedrich von Gärtner. Der Ehe entstammten acht Kinder, von denen sechs zu Jahren kamen, während 1841 zwei Söhne jung starben.

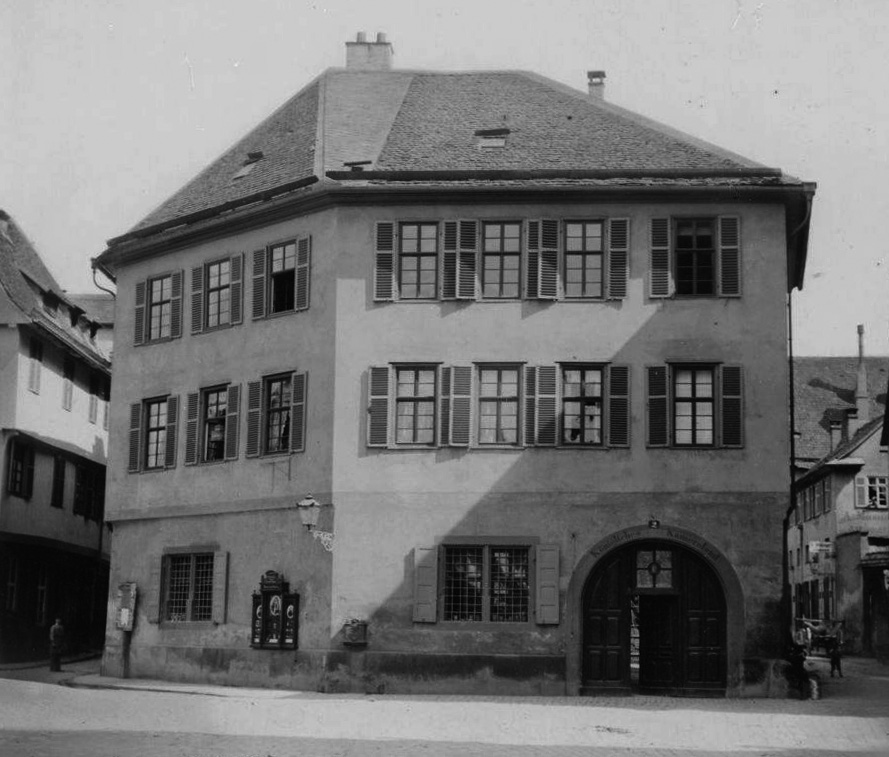
Schmollers Wohn- und Wirkungsstätte in Heilbronn: das 1894 abgerissene alte Kameralamt

1833 kam Schmoller schließlich nach Heilbronn, was sein längster Dienstort werden sollte. Er bezog das im ehemaligen Herzoglichen Hof bei der Kilianskirche eingerichtete Kameralamt Heilbronn, das zu Beginn von Schmollers Amtszeit umfassend renoviert wurde. Dort wurde 1838 auch der Sohn Gustav Schmoller geboren, der später ein bekannter Nationalökonom wurde. Vor allem durch die Jugenderinnerungen des Nationalökonomen ist überliefert, wie das im Mittelpunkt der Stadt Heilbronn gelegene Kameralamt trotz der bescheidenen Lebensführung Schmollers zu einem gesellschaftlichen und kulturellen Zentrum wurde, so wie es auch in Calw das Haus von Schmollers Schwiegervater gewesen war. Bei einer der geselligen Zusammenkünfte im Hause Schmoller war der Musiker Otto Scherzer zu Gast, der 1851 eine der Töchter Schmollers heiratete. Friedrich Ludwig Schmoller gehörte außerdem der Gräßle-Gesellschaft an, die sich ab 1845 regelmäßig in unmittelbarer Nachbarschaft des Kameralamts in der Gaststube des Bäckers Gräßle versammelte und der zahlreiche Akademiker und Honoratioren angehörten.
Am 11. September 1840 wurde Schmoller mit dem württembergischen Kronorden ausgezeichnet. Er führte die nötigen Grundstücksverhandlungen für den Bau der Württembergischen Nordbahn von Heilbronn nach Besigheim 1846/47 und erwies sich in Heilbronn während der 1848er Unruhen als standfester Beamter. 1863 wurde er anlässlich seines 50-jährigen Dienstjubiläums und aufgrund seiner musterhaften Amtsführung zum Finanzrat und zum Ehrenbürger von Heilbronn ernannt. 
Als das größte Verdienst seiner letzten Lebensjahre gilt die Verhandlungsführung beim Kauf der benötigten Grundstücke zum Bau der Gabelbahn von Heilbronn nach Jagstfeld, wofür er abermals mit hunderten Personen zu verhandeln und kollidierende Interessen auszugleichen hatte.